# Ümit Davala
Ümit Davala (Mannheim, 30 luglio 1973) è un allenatore di calcio ed ex calciatore turco con cittadinanza tedesca, di ruolo difensore o centrocampista.

## Carriera

### Giocatore

#### Club
Ha giocato con VfR Mannheim, ASV Feudenheim, Türkspor Mannheim in Germania, e Afyonspor, İstanbulspor e Diyarbakırspor in Turchia, prima di approdare nel 1996 al Galatasaray con cui ha vinto 4 campionati turchi consecutivi.
Nella stagione 1999-2000 ha aiutato la squadra a conquistare la Coppa di Turchia segnando 2 gol nella competizione, tra cui il primo nella finale vinta contro l'Antalyaspor; nello stesso anno ha vinto la Coppa UEFA battendo in finale l'Arsenal e la Supercoppa europea contro il Real Madrid.

Davala (n. 22) in azione in maglia istanbulina durante la sfida di UEFA Champions League 1998-1999 sul campo della

Nel settembre 2001 Ümit si è trasferito al Milan seguendo il suo allenatore al Galatasaray Fatih Terim, che era stato assunto dai rossoneri. Ma a novembre Terim è stato licenziato e sostituito da Carlo Ancelotti e Ümit ha perso il posto da titolare.
Nell'estate 2002 è stato scambiato con l'Inter per Dario Šimić ed è stato immediatamente girato in prestito al Galatasaray.
Nel luglio 2003 Ümit è passato in prestito al Werder Brema, con cui ha vinto la Bundesliga e la Coppa di Germania. Così nel luglio 2004 il trasferimento è diventato definitivo, ma alcuni infortuni ne hanno limitato le presenze. Un infortunio all'anca riportato nell'ottobre del 2005 si è rivelato troppo difficile da superare e dopo la pausa invernale della stagione 2005-2006 ha rescisso il contratto col la società e si è ritirato dal calcio professionistico.

#### Nazionale
Dopo aver giocato tra il 1994 e il 1995 con la selezione Under-21 della Turchia, Ümit Davala ha fatto parte della nazionale turca dal 1996, anno in cui ha esordito in amichevole contro l'Azerbaigian.
Successivamente ha partecipato con la rappresentativa turca al campionato d'Europa 2000 e al campionato del mondo 2002, dove la Turchia è arrivata terza, anche grazie al contributo di Davala: nella terza gara dei gironi contro la Cina ha segnato la terza (e ultima) rete nel 3-0 della sua squadra, mentre nella sfida successiva (ovvero gli ottavi di finale) ha messo a segno il definitivo 1-0 contro il Giappone padrone di casa.

### Allenatore
Dopo essersi ritirato dal calcio professionistico, ha giocato a calcio a 5 ed è diventato capitano della nazionale turca con cui ha disputato le qualificazioni al Campionato europeo del 2007.
Dal 2007 al 2008 è stato commissario tecnico della nazionale Under-21 turca. Successivamente è entrato a far parte dello staff tecnico del Galatasaray, come vice allenatore di Michael Skibbe tra giugno e ottobre del 2008, e poi di Fatih Terim dal 2011.

## Statistiche

### Cronologia presenze e reti in nazionale
| Cronologia completa delle presenze e delle reti in nazionale ― Turchia | Cronologia completa delle presenze e delle reti in nazionale ― Turchia | Cronologia completa delle presenze e delle reti in nazionale ― Turchia | Cronologia completa delle presenze e delle reti in nazionale ― Turchia | Cronologia completa delle presenze e delle reti in nazionale ― Turchia | Cronologia completa delle presenze e delle reti in nazionale ― Turchia | Cronologia completa delle presenze e delle reti in nazionale ― Turchia | Cronologia completa delle presenze e delle reti in nazionale ― Turchia |
| Data                                                                   | Città                                                                  | In casa                                                                | Risultato                                                              | Ospiti                                                                 | Competizione                                                           | Reti                                                                   | Note                                                                   |
| ---------------------------------------------------------------------- | ---------------------------------------------------------------------- | ---------------------------------------------------------------------- | ---------------------------------------------------------------------- | ---------------------------------------------------------------------- | ---------------------------------------------------------------------- | ---------------------------------------------------------------------- | ---------------------------------------------------------------------- |
| 9-4-1996                                                               | Baku                                                                   | Azerbaigian                                                            | 0 – 1                                                                  | Turchia                                                                | Amichevole                                                             | -                                                                      |                                                                        |
| 1-5-1996                                                               | Samsun                                                                 | Turchia                                                                | 3 – 2                                                                  | Ucraina                                                                | Amichevole                                                             | -                                                                      | 68’                                                                    |
| 5-6-1999                                                               | Helsinki                                                               | Finlandia                                                              | 2 – 4                                                                  | Turchia                                                                | Qual. Euro 2000                                                        | -                                                                      | 89’                                                                    |
| 8-9-1999                                                               | Chișinău                                                               | Moldavia                                                               | 1 – 1                                                                  | Turchia                                                                | Qual. Euro 2000                                                        | -                                                                      | 87’                                                                    |
| 13-11-1999                                                             | Dublino                                                                | Irlanda                                                                | 1 – 1                                                                  | Turchia                                                                | Qual. Euro 2000                                                        | -                                                                      | 46’                                                                    |
| 17-11-1999                                                             | Bursa                                                                  | Turchia                                                                | 0 – 0                                                                  | Irlanda                                                                | Qual. Euro 2000                                                        | -                                                                      | 83’                                                                    |
| 23-2-2000                                                              | Istanbul                                                               | Turchia                                                                | 0 – 2                                                                  | Norvegia                                                               | Amichevole                                                             | -                                                                      | 59’                                                                    |
| 11-6-2000                                                              | Arnhem                                                                 | Turchia                                                                | 1 – 2                                                                  | Italia                                                                 | Euro 2000 - 1º turno                                                   | -                                                                      | 76’                                                                    |
| 14-6-2000                                                              | Eindhoven                                                              | Svezia                                                                 | 0 – 0                                                                  | Turchia                                                                | Euro 2000 - 1º turno                                                   | -                                                                      | 57’                                                                    |
| 16-8-2000                                                              | Sarajevo                                                               | Bosnia ed Erzegovina                                                   | 2 – 0                                                                  | Turchia                                                                | Amichevole                                                             | -                                                                      | 83’                                                                    |
| 2-9-2000                                                               | Istanbul                                                               | Turchia                                                                | 2 – 0                                                                  | Moldavia                                                               | Qual. Mondiali 2002                                                    | -                                                                      |                                                                        |
| 24-3-2001                                                              | Istanbul                                                               | Turchia                                                                | 1 – 1                                                                  | Slovacchia                                                             | Qual. Mondiali 2002                                                    | -                                                                      |                                                                        |
| 28-3-2001                                                              | Skopje                                                                 | Macedonia                                                              | 1 – 2                                                                  | Turchia                                                                | Qual. Mondiali 2002                                                    | 1                                                                      |                                                                        |
| 25-4-2001                                                              | Gaziantep                                                              | Turchia                                                                | 0 – 2                                                                  | Albania                                                                | Amichevole                                                             | -                                                                      | 59’                                                                    |
| 2-6-2001                                                               | Istanbul                                                               | Turchia                                                                | 3 – 0                                                                  | Azerbaigian                                                            | Qual. Mondiali 2002                                                    | -                                                                      |                                                                        |
| 6-6-2001                                                               | Istanbul                                                               | Turchia                                                                | 3 – 3                                                                  | Macedonia                                                              | Qual. Mondiali 2002                                                    | -                                                                      |                                                                        |
| 1-9-2001                                                               | Bratislava                                                             | Slovacchia                                                             | 0 – 1                                                                  | Turchia                                                                | Qual. Mondiali 2002                                                    | -                                                                      |                                                                        |
| 5-9-2001                                                               | Istanbul                                                               | Turchia                                                                | 1 – 2                                                                  | Svezia                                                                 | Qual. Mondiali 2002                                                    | -                                                                      |                                                                        |
| 10-11-2001                                                             | Vienna                                                                 | Austria                                                                | 0 – 1                                                                  | Turchia                                                                | Qual. Mondiali 2002                                                    | -                                                                      |                                                                        |
| 14-11-2001                                                             | Istanbul                                                               | Turchia                                                                | 5 – 0                                                                  | Austria                                                                | Qual. Mondiali 2002                                                    | -                                                                      |                                                                        |
| 12-2-2002                                                              | Breda                                                                  | Turchia                                                                | 0 – 1                                                                  | Ecuador                                                                | Amichevole                                                             | -                                                                      |                                                                        |
| 26-3-2002                                                              | Bochum                                                                 | Turchia                                                                | 0 – 0                                                                  | Corea del Sud                                                          | Amichevole                                                             | -                                                                      | 46’                                                                    |
| 17-4-2002                                                              | Kerkrade                                                               | Turchia                                                                | 2 – 0                                                                  | Cile                                                                   | Amichevole                                                             | -                                                                      | 85’                                                                    |
| 23-5-2002                                                              | Hong Kong                                                              | Sudafrica                                                              | 2 – 0                                                                  | Turchia                                                                | Amichevole                                                             | -                                                                      | 46’                                                                    |
| 3-6-2002                                                               | Ulsan                                                                  | Brasile                                                                | 2 – 1                                                                  | Turchia                                                                | Mondiali 2002 - 1º turno                                               | -                                                                      | 66’                                                                    |
| 9-6-2002                                                               | Incheon                                                                | Costa Rica                                                             | 1 – 1                                                                  | Turchia                                                                | Mondiali 2002 - 1º turno                                               | -                                                                      |                                                                        |
| 13-6-2002                                                              | Seul                                                                   | Turchia                                                                | 3 – 0                                                                  | Cina                                                                   | Mondiali 2002 - 1º turno                                               | 1                                                                      |                                                                        |
| 18-6-2002                                                              | Rifu                                                                   | Giappone                                                               | 0 – 1                                                                  | Turchia                                                                | Mondiali 2002 - Ottavi di finale                                       | 1                                                                      | 74’                                                                    |
| 22-6-2002                                                              | Osaka                                                                  | Senegal                                                                | 0 – 1 gg                                                               | Turchia                                                                | Mondiali 2002 - Quarti di finale                                       | -                                                                      |                                                                        |
| 26-6-2002                                                              | Saitama                                                                | Brasile                                                                | 1 – 0                                                                  | Turchia                                                                | Mondiali 2002 - Semifinale                                             | -                                                                      | 74’                                                                    |
| 29-6-2002                                                              | Taegu                                                                  | Turchia                                                                | 3 – 2                                                                  | Corea del Sud                                                          | Mondiali 2002 - Finale 3º posto                                        | -                                                                      | 76’                                                                    |
| 21-8-2002                                                              | Trebisonda                                                             | Turchia                                                                | 3 – 0                                                                  | Georgia                                                                | Amichevole                                                             | -                                                                      | 60’                                                                    |
| 7-9-2002                                                               | Istanbul                                                               | Turchia                                                                | 3 – 0                                                                  | Slovacchia                                                             | Qual. Euro 2004                                                        | -                                                                      | 87’                                                                    |
| 12-10-2002                                                             | Skopje                                                                 | Macedonia                                                              | 1 – 2                                                                  | Turchia                                                                | Qual. Euro 2004                                                        | -                                                                      | 82’                                                                    |
| 16-10-2002                                                             | Istanbul                                                               | Turchia                                                                | 5 – 0                                                                  | Liechtenstein                                                          | Qual. Euro 2004                                                        | 1                                                                      | 53’                                                                    |
| 12-2-2003                                                              | Smirne                                                                 | Turchia                                                                | 0 – 0                                                                  | Ucraina                                                                | Amichevole                                                             | -                                                                      | 46’                                                                    |
| 2-4-2003                                                               | Sunderland                                                             | Inghilterra                                                            | 2 – 0                                                                  | Turchia                                                                | Qual. Euro 2004                                                        | -                                                                      | 59’                                                                    |
| 6-9-2003                                                               | Vaduz                                                                  | Liechtenstein                                                          | 0 – 3                                                                  | Turchia                                                                | Qual. Euro 2004                                                        | -                                                                      |                                                                        |
| 9-9-2003                                                               | Dublino                                                                | Irlanda                                                                | 2 – 2                                                                  | Turchia                                                                | Amichevole                                                             | -                                                                      | 87’                                                                    |
| 19-11-2003                                                             | Istanbul                                                               | Turchia                                                                | 2 – 2                                                                  | Lettonia                                                               | Qual. Euro 2004                                                        | -                                                                      | 9’ 78’                                                                 |
| 28-4-2004                                                              | Bruxelles                                                              | Belgio                                                                 | 2 – 3                                                                  | Turchia                                                                | Amichevole                                                             | -                                                                      | 46’                                                                    |
| Totale                                                                 |                                                                        | Presenze                                                               | 41                                                                     |                                                                        | Reti                                                                   | 4                                                                      |                                                                        |

## Palmarès

### Giocatore

#### Club

##### Competizioni nazionali
- Campionato turco: 4

Galatasaray: 1996-1997, 1997-1998, 1998-1999, 1999-2000
- Coppa di Turchia: 2

Galatasaray: 1998-1999, 1999-2000
- Campionato tedesco: 1

Werder Brema: 2003-2004
- Coppa di Germania: 1

Werder Brema: 2003-2004

##### Competizioni internazionali
- Coppa UEFA: 1

Galatasaray: 1999-2000
- Supercoppa UEFA: 1

Galatasaray: 2000